# Куатру-Рибейраш
Куатру-Рибейраш (порт. Quatro Ribeiras)  —  район (фрегезия) в Португалии,  входит в округ Азорские острова. Расположен на острове Терсейра. Является составной частью муниципалитета  Вила-да-Прая-да-Витория. Население составляет 423 человека на 2001 год. Занимает площадь 13,09 км².
Покровителем района считается Святая Бестрис (порт. Santa Beatriz). 